# Guillaume de la Garde
Guillaume de la Garde (Francia, ? - ibid, 23 de julio de 1374) fue un eclesiástico francés. 

## Biografía
Hijo del señor de Pélissanne Bernard de la Garde, era canciller de la iglesia de Beauvois, diácono y notario del papa Clemente VI cuando fue nombrado obispo de Périgueux en 1348 y arzobispo de Braga el año siguiente, aunque siguió residiendo en Aviñón.
En 1360 fue trasladado a la arquidiócesis de Arles en sucesión de su difunto tío (o sobrino) Étienne de la Garde.  
Desde 1371 fue también patriarca latino de Jerusalén.
Muerto en 1374, fue sepultado en la Iglesia de San Trófimo de Arles.
Algunos autores lo mencionan como cardenal de Urbano V, en lo que parece ser un error al haberlo confundido con otro prelado del mismo nombre.